# Sociedade Clerical Virgo Flos Carmeli
A Sociedade Clerical Virgo Flos Carmeli (em latim Societas clericalis "Virgo Flos Carmeli") é uma sociedade clerical de vida apostólica de direito pontifício: os membros desta congregação pospõem ao seu nome a sigla E.P. (Evangelii Praeconum).

## História

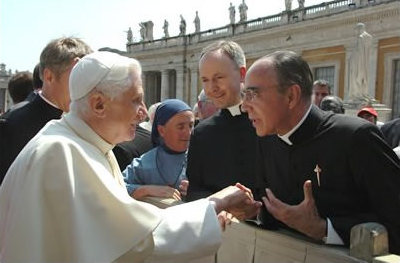
João Scognamiglio Clá Dias, fundador da sociedade, em conversa com o Papa Bento XVI.

A congregação surgiu dentro da Associação dos Arautos do Evangelho, fundada em 7 de julho de 1956 no Brasil pelo terciário carmelita João Scognamiglio Clá Dias e aprovada por Dom Emílio Pignoli, bispo de Campo Limpo, em 21 de setembro de 1999.
O Pontifício Conselho para os Leigos reconheceu os Arautos do Evangelho como associação internacional privada de fiéis em 22 de fevereiro de 2001.
No dia 15 de junho de 2005 foram ordenados os primeiros sacerdotes da associação e o bispo carmelita de Avezzano, Lucio Angelo Renna, instituiu o ramo clerical dos Arautos do Evangelho como instituto de direito diocesano.
A Santa Sé reconheceu a Sociedade Virgo Flos Carmeli como instituição de direito pontifício em 26 de abril de 2009.

## Atividades e difusão
O objetivo da companhia é a evangelização e a santificação do mundo através do cuidado sacramental e espiritual do povo de Deus e fazendo brilhar todos os atos da vida cotidiana.
Estão presentes no Brasil, Canadá, Colômbia, Equador, Itália, Peru, Espanha; a sede geral fica em Caieiras, Brasil.
Em 31 de dezembro de 2008, a congregação contava com 319 membros (77 deles sacerdotes) em 18 casas.